# Dioklesova cisoida
Dioklesova cisoida je ravninska krivulja tretje stopnje. Dioklesova cisoida je posplošitev cisoide.
Zanjo je značilno, da jo lahko uporabimo za konstrukcijo razmerij.
Ime cisoida izvira iz grške besede κισσοείδες, kissoeides, dob. »oblika bršljana«, ki izhaja iz besede κισσός, kissos, dob. »bršljan«, ter pripone -οειδές, oeides, dob. »podoben«. Imenuje se po grškem matematiku in geometru Dioklesu (ok. 240 pr. n. št – okoli 180 pr. n. št). Diokles je krivuljo odkril pri reševanju problema podvojitve kocke v 2. stoletju p. n. št. Pozneje so jo proučevali še francoski pravnik, matematik in fizik Pierre de Fermat (1601–1665), nizozemski astronom, fizik in matematik Christiaan Huygens (1629–1695) ter valonski matematik René François Walther de Sluze (1622–1685). Je cisoida krožnice in tangentne premice na krožnico glede na točko na krožnici nasproti dotikališča.

## Oblike obrazcev
Naj bo {\displaystyle C\,} krožnica s premerom {\displaystyle \left\vert OA\right\vert } in {\displaystyle L\,} naj bo v točki {\displaystyle A\,} tangenta na krožnico.
Enačba Dioklesove cisoide v kartezičnem koordinatnem sistemu je
{\displaystyle y^{2}\,(2a-x)-x^{3}=0}
V parametrični obliki je enačba enaka
{\displaystyle x=r\cos \theta =2a\sin ^{2}\theta ={\frac {2a\tan ^{2}\theta }{\sec ^{2}\theta }}={\frac {2at^{2}}{1+t^{2}}}}
{\displaystyle y=tx={\frac {2at^{3}}{1+t^{2}}}}.
V polarnih koordinatah pa je {\displaystyle r=2a\sin \varphi \tan \varphi \,}, kjer smo označili parameter s {\displaystyle t=\tan \varphi \,}.
Tudi angleški fizik, matematik, astronom, filozof, ezoterik in alkimist Isaac Newton (1642–1727) je podal način konstrukcije Dioklesove cisoide.
Diokles je uporabil cisoido, da je dobil srednje velikosti za dano razmerje. To pomeni, da je za dani dolžini {\displaystyle a\,} in {\displaystyle b\,} uporabil krivuljo, da bi dobil u in v tako, da bi veljalo {\displaystyle u/a=v/u=b/v\,}.

## Krivulja ruleta
Recimo, da imamo dve skladni (kongruentni) paraboli, ki sta postavljeno tako, da se dotikata v vrhu. Njuni enačbi naj bosta
{\displaystyle y=x^{2},\ }
{\displaystyle y=-x^{2}.\ }
Paraboli sta simetrični z vrhovoma obrnjenima drug proti drugemu (glej sliko na desni).
Poglejmo točko {\displaystyle (a,a^{2})\,}zgornje parabole. Naklon tangente v zgornji paraboli na tej točki je
{\displaystyle {d(x^{2}) \over dx}=2x\,}.
Razdalja v zgornji paraboli od točke {\displaystyle (0,0)\,} do točke {\displaystyle (a,a^{2})\,} je enaka razdalji na spodnji paraboli od točke {\displaystyle (0,0)\,} do točke {\displaystyle (a,-a^{2})\,}. To pa pomeni, se med vrtenjem zgornje parabole, kjer je začetna točka na {\displaystyle (a,a^{2})\,} pride do tangentnega stika na spodnji paraboli v točki {\displaystyle (a,-a^{2})\,}. Ko sta dve takšni točki v stiku sovpadeta tudi tangenti, ki pa imata takrat enak nagib, ki je enak {\displaystyle -2a\,}. Naj bo {\displaystyle \theta \,} kot, ki ga tvori tangenta z x-osjo V tem primeru velja 
{\displaystyle \tan \theta =2a\qquad \qquad (1)}.

## Inverzna krivulja
Dioklesovo cisoido lahko definiramo tudi kot inverzno krivuljo parabole s središčem inverzije na vrhu parabole. Poglejmo parabolo {\displaystyle x=y^{2}\,}. V polarnih koordinatah je njena enačba enaka 
{\displaystyle r={\frac {\cos \theta }{\sin ^{2}\theta }}}.
Inverzna krivulja ima obliko 
{\displaystyle r={\frac {\sin ^{2}\theta }{\cos \theta }}=\sin \theta \tan \theta }.
To pa je posebni primer definicije Dioklesove cisoide v polarnih koordinatah. Konstrukcijo inverzne krivulje Dioklesove cisoide se imenuje tudi konstrukcija z dvojno projekcijo. Mehanizem, ki to omogoča, je prikazan na sliki.